# Wildlands Adventure Zoo Emmen
Wildlands, voluit Wildlands Adventure Zoo Emmen, is een dierentuin met attracties in de Nederlandse plaats Emmen. Het park heeft een oppervlakte van 24 hectare en is opgedeeld in drie themagebieden. In 'Jungola' staat de jungle centraal, in 'Serenga' de savanne en de woestijn en in 'Nortica' het poolgebied. De themagebieden bieden bijpassende gebouwen, horeca, winkels, entertainment en attracties. In een nagebootst biotoop worden in elk gebied kenmerkende diersoorten en planten getoond.

## Geschiedenis
Het park is ontstaan na verhuizing van het voormalige (Noorder) Dierenpark Emmen. Voor dit park was er in de jaren 90 op en rondom zijn terrein aan de Hoofdstraat in Emmen geen ruimte meer voor uitbreiding. Het park kreeg daarom in 1998 een uitbreiding aan de andere kant van het centrum, op de Noordbargeres, verbonden via een traverse. Na jarenlange discussies over een volledige verhuizing, mede ingegeven door dalende bezoekersaantallen, werden in 2007 plannen bekendgemaakt die inhielden dat het dierenpark de locatie aan de Hoofdstraat zou verlaten om zich in zijn geheel te vestigen op de Noordbargeres.
In december 2008 ging de gemeenteraad van Emmen akkoord met de herontwikkeling van het centrumgebied van Emmen, inclusief verplaatsing van het park. Nadat het project in gang was gezet werd een dreigend faillissement van het park door de gemeente afgewend, waarna de gemeenteraad op 19 maart 2012 definitief instemde met de nieuwbouwplannen.

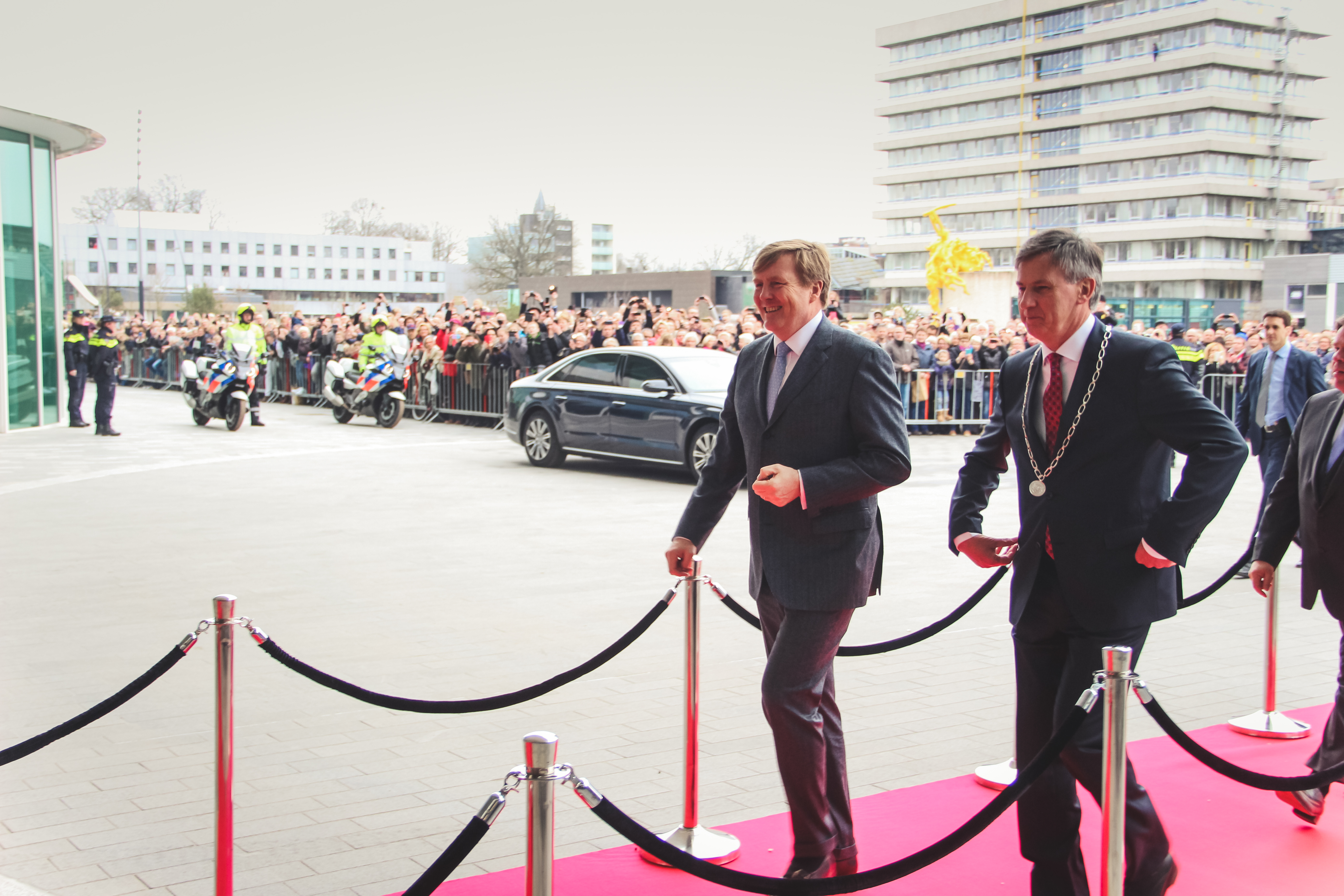
Koning Willem Alexander en burgemeester Cees Bijl tijdens de officiële opening.

Het budget voor de bouw bedroeg in totaal 200 miljoen euro, waarvan 150 miljoen euro voor het park en 50 miljoen euro voor het entreegebouw inclusief theater. Dit budget werd opgebracht door de Gemeente Emmen, de provincie Drenthe, diverse overheidssubsidies, banken, bedrijven en sponsors. Hoofdaannemer van de bouw was Volker Wessels, terwijl Dierenpark Emmen en Jora Vision gezamenlijk verantwoordelijk waren voor het ontwerp en de thematisering.
Op 31 mei 2013 werd de eerste boom voor het nieuwe park geplant, terwijl ook de namen van de drie klimaatwerelden bekend werden gemaakt. De daadwerkelijke bouw van het park begon in november 2013. In maart 2015 werd, naast het logo, ook de naam van het nieuwe park bekendgemaakt: Wildlands Adventure Zoo Emmen.
Het park werd op 18 maart 2016 officieel geopend door Koning Willem Alexander. Een week later was ook het publiek welkom. Wildlands trok in het openingsjaar 1,3 miljoen bezoekers.
Sinds de opening heeft het park diverse aanpassingen en uitbreidingen ondergaan. Zo kwamen er in 2017 twee nieuwe dierverblijven: een voor doodshoofdaapjes en een voor uilen. In 2018 werd de achtbaan Tweestryd in gebruik genomen.
Het park trok in het openingsjaar 2016 1,3 miljoen bezoekers, wat voldoende werd geacht voor een gezonde financiële exploitatie, in 2017 waren er echter 1 miljoen bezoekers en in 2018 850.000 bezoekers. In 2018 werd duidelijk dat het park miljoenen verlies leed door de teruglopende bezoekersaantallen. Als gevolg hiervan ging men zich meer profileren als dierentuin en minder als attractiepark. De toegangsprijs werd bovendien verlaagd. De gemeente Emmen heeft zich financieel garant gesteld voor het park en is met ingang van 2020 de enige aandeelhouder. Het park onderging daarbij diverse aanpassingen. Zo opende het een nieuwe verbinding tussen de themagebieden Nortica en Serenga, verhuisden de pinguïns naar een nieuw verblijf en kwamen er zeehonden.  Door de aanpassingen in het park namen de bezoekersaantallen in 2019 weer toe tot 930.000, al leed het park in dat jaar wel 3 miljoen euro verlies. Tevens werd Wildlands in dat jaar door Zoover uitgeroepen tot beste dierentuin van Nederland.
Vanwege de coronacrisis sloot het park de deuren voor bezoekers tussen 13 maart en 25 mei 2020, tussen 6 en 20 november 2020, van 15 december 2020 tot 18 mei 2021 en van 18 december 2021 t/m 25 januari 2022. De bezoekersaantallen waren in 2020 558.000, in 2021 was dit 516.000. In 2022, waarin de coronabeperkingen tot een einde kwamen, steeg het aantal bezoekers tot 830.000. In 2023 steeg het bezoekersaantal door naar 926.000 bezoekers en in 2024 naar 951.000.
Hieronder volgt een lijst van de behaalde bezoekersaantallen van Wildlands in de afgelopen jaren.
| Jaar      | 2016      | 2017      | 2018    | 2019    | 2020    | 2021    | 2022    | 2023    | 2024    |
| --------- | --------- | --------- | ------- | ------- | ------- | ------- | ------- | ------- | ------- |
| Bezoekers | 1.300.000 | 1.000.000 | 850.000 | 930.000 | 558.000 | 516.000 | 830.000 | 926.000 | 951.000 |

## Beschrijving
Het park is opgedeeld in drie grote themagebieden, die elk model staan voor een klimaatzone, met naast diersoorten die kenmerkend zijn voor het gerepresenteerde gebied ook aangepaste gebouwen, horeca, winkels, entertainment en attracties. De ingang van het park is een onderdoorgang onder het Atlas Theater. Direct achter de ingang bevindt zich het Kompasplein met de entrees naar de drie klimaatzones; Jungola, Serenga en Nortica. Serenga en Nortica zijn met elkaar verbonden door middel van het zogenaamde Meridianenpad.

Entrees van de themagebieden
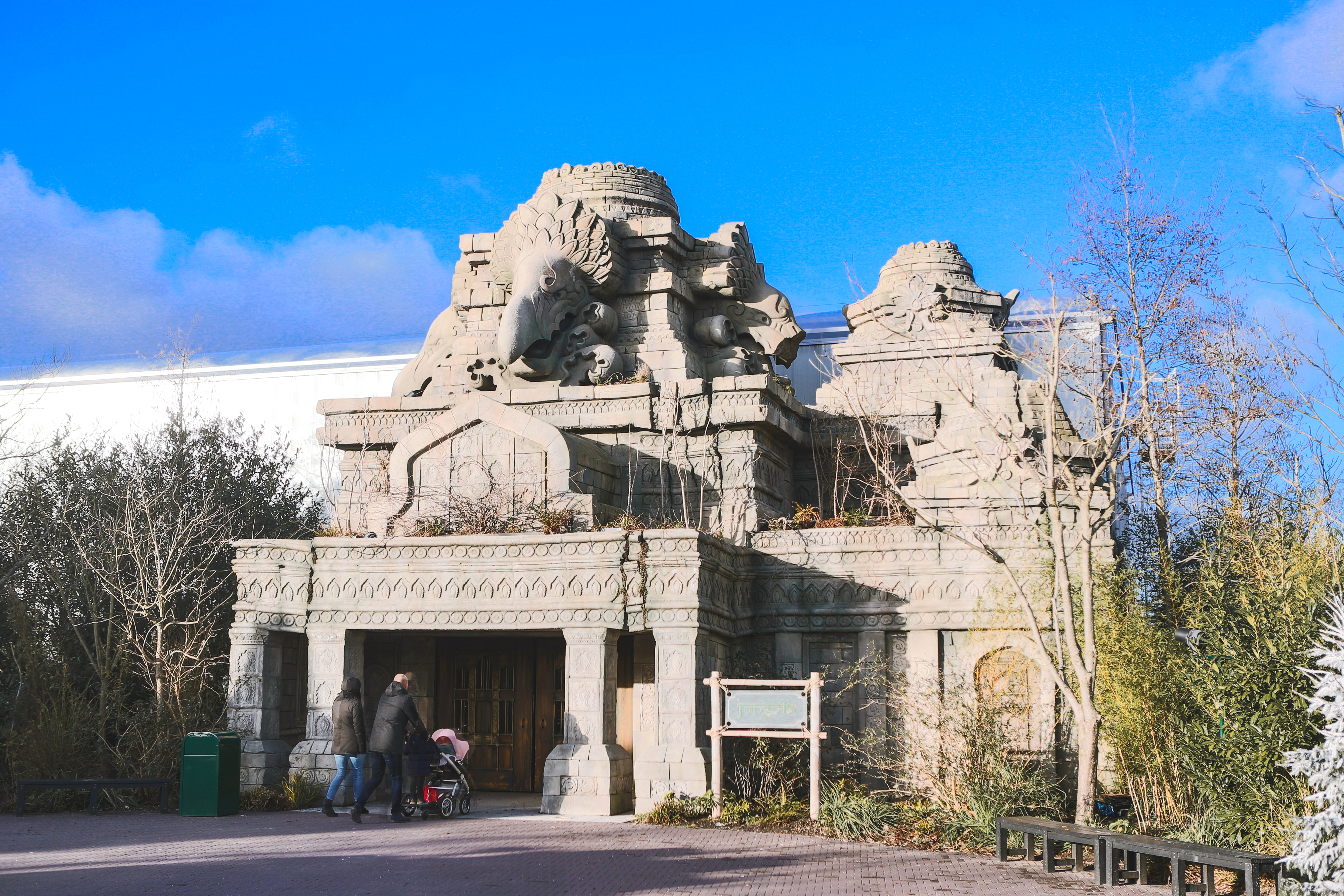
De Vlindertempel, de entree naar Jungola
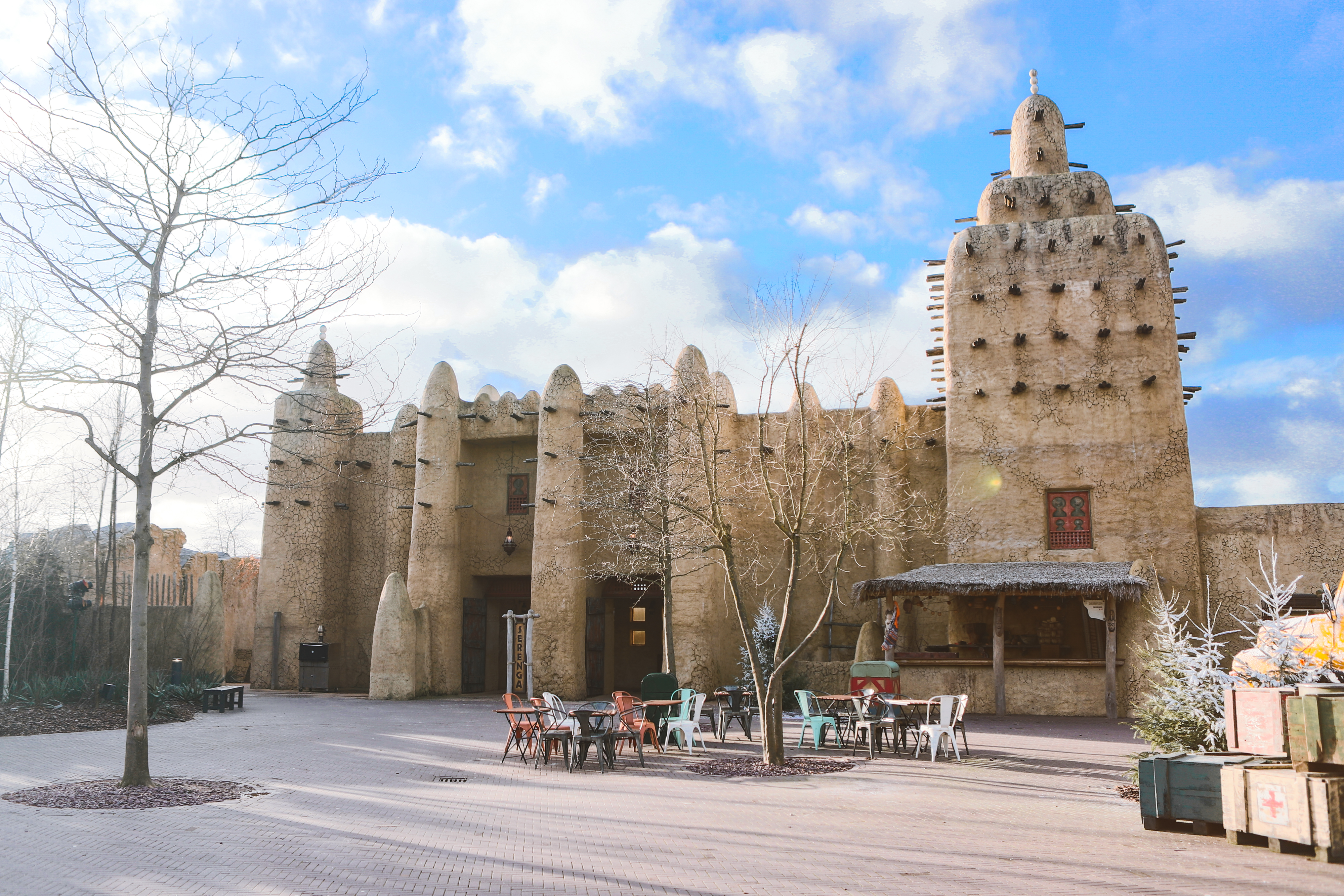
Het Zonnepaleis, de entree naar Serenga
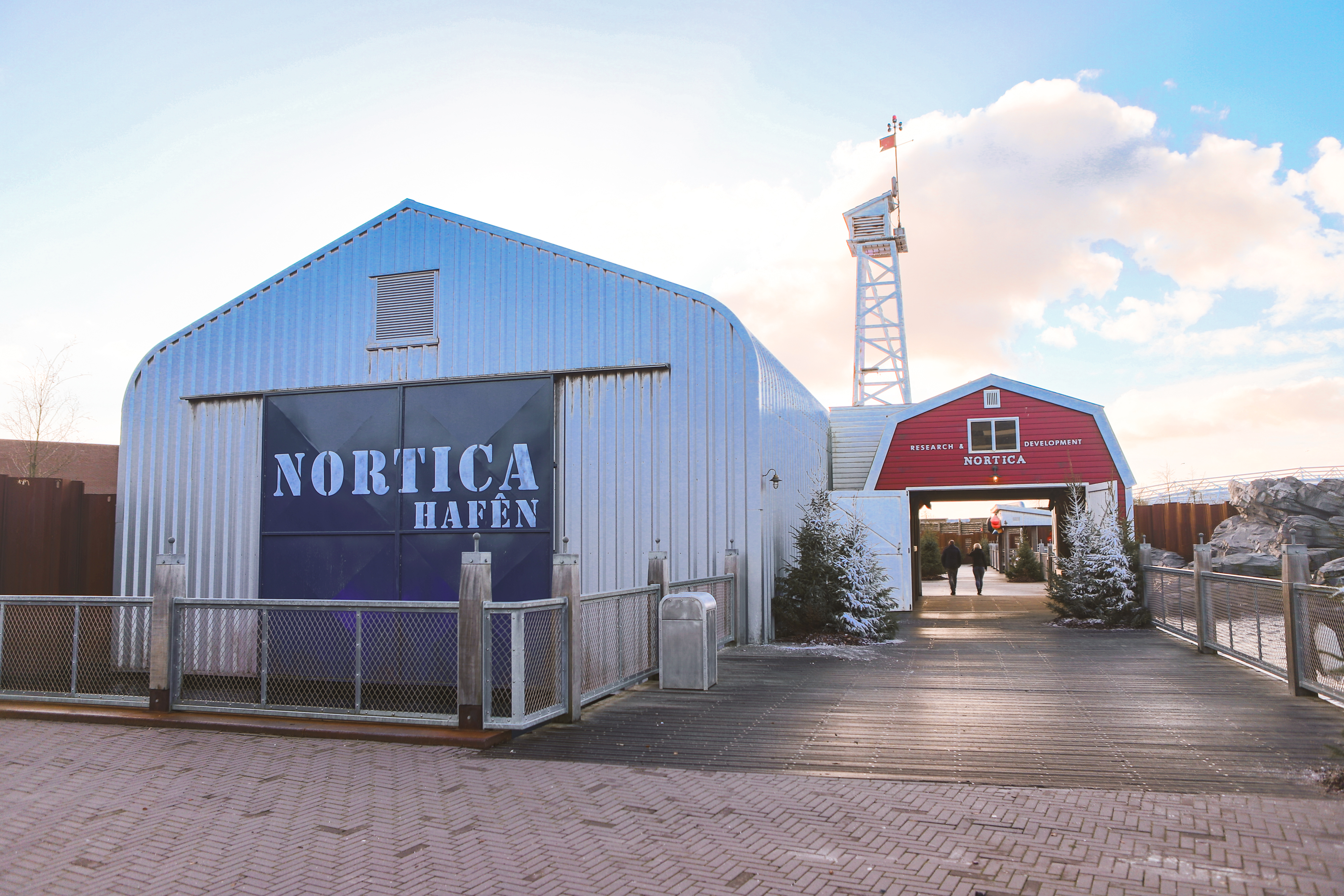
Robbenhafen, de entree naar Nortica

### Mondiala Plein
Het Mondiala Plein is het centrale plein van het park. Op en rondom het plein bevinden zich een informatiebalie, horecagelegenheden met terrassen en een souvenirwinkel. Bezoekers komen hier binnen en kunnen via het plein de themagebieden Jungola, Serenga en Nortica bereiken.
Voor de ingang van Jungola bevindt zich een als jungle-ruïne gethematiseerd doorloopverblijf met keizertamarins, gouden leeuwaapjes en witgezichtsaki's. In een apart verblijf leven Azara's agoeti's en in de waterpartij rondom het verblijf zwemmen koi.

### Jungola
In Jungola wordt het tropisch regenwoud nagebootst. Het gebied is ingericht met veel water en tropische beplanting. De ingang van het gebied is de Vlindertempel, een tropische kas waar naast vele soorten vlinders ook onder meer breedvoorhoofdkrokodillen en netpythons worden gehuisvest.
Buiten de kas ligt een gebied waar doodshoofdaapjes vrij tussen de bezoekers kunnen lopen. Hier bevindt zich ook een vlottenoversteek. In het binnenverblijf van de aapjes bevinden zich ook kogelgordeldieren.
Daarnaast is er een groot buitenverblijf voor Aziatische olifanten.
De grootste tropische (dierentuin)kas ter wereld, Rimbula, huisvest naast het binnenverblijf van de olifanten, ook onder meer ringstaartmaki's, bonte vari's, zwarte maki's, bruinkopslingerapen, dwergoeistiti's, withandgibbons en ongeveer 30 soorten vogels. Met de attractie Rimbula River kan een boottocht door de kas gemaakt worden en via de Jungle Trail kan door middel van torens en bruggen een klim- en wandeltocht op hoogte worden gemaakt. In de kas bevindt zich ook de Jungle Arena, waar educatieve voorstellingen worden gegeven. In 2021 werd de kas opgenomen in het Guinness Book of Records als het grootste indoor regenwoud in een dierentuin.
Buiten de kas loopt een pad langs de andere zijde van het buitenverblijf van de olifanten. Hier zijn ook dwergotters te zien en bevindt zich het Koppensnellerspad, een walkthrough met als thema de traditie van het koppensnellen.

### Serenga
Serenga staat in het teken van droge vlakten, zoals de savanne en woestijn. Het heeft een open inrichting met relatief weinig bomen en water. De ingang van het gebied is het zogenaamde Zonnepaleis, een naar een moddermoskee vormgegeven gebouw waarin dwergmangoesten leven. Op een van de muren is een muurschildering te zien met diverse dieren en een afbeelding van de fictieve natuurbeschermster Momma Dunia.
Daarachter ligt het Dogondorp, een kinderboerderij waarvan de vormgeving is geïnspireerd op de Dogon-cultuur. Bezoekers kunnen hier tussen de Nubische geiten, West-Afrikaanse dwerggeiten en kippen lopen. Daarnaast huisvest het dwergezels, konijnen en is er een als dorpsschooltje gethematiseerde educatieruimte.
Het bezoekerspad loopt door een verblijf met zwartstaartprairiehonden, langs een als watertoren vormgegeven speeltuin, een verblijf voor nijlpaarden (die zowel boven als onder water bekeken kunnen worden) en langs het Meridianenpad. Een nagebootste natuurlijke brug functioneert als poort naar het fictieve Momma Dunia National Park, hierna leidt het pad door een verblijf met moeraswallaby's en langs de ingang van Animazia.
Animazia (voorheen: Yucatán) is een circa 4700 m² groot gebouw, gelegen in Serenga. In het gebouw bevinden zich naast speelvoorzieningen ook enkele dierverblijven, waaronder aquaria. Het meest prominente onderdeel is een grote speeltuin, bestaande uit onder meer een klimparcours, doolhof en vlotten. Bij de ingang bevindt zich een groot zeeaquarium met onder meer groene zeeschildpadden. Ook zijn er een buizenstelsel met naakte molratten en diverse kleinere aquaria, met onder meer driebandanemoonvissen, zeepaardjes, zeesterren en zee-egels te vinden. Bij de uitgang bevindt zich een verblijf voor sporenschildpadden.
Ook bevindt zich in het gebouw de zogenaamde Waterfabriek, de eigen waterzuiveringsinstallatie van het park. Deze is niet te bezoeken. 
Naast Animazia bevindt zich een 'woestijn' met kamelen en onagers.
Een houten brug vormt de afscheiding tussen een verblijf voor leeuwen en een 'savanne' met Rothschildgiraffen, witte neushoorns, grantzebra's, blauwe gnoes, waterbokken en impala's. Rondom de savanne zijn ook een verblijf voor stokstaartjes, een als Masai-dorp vormgegeven verblijf voor zeboes en penseelzwijnen en een als 'vervallen amfitheater' vormgegeven verblijf voor mantelbavianen te vinden. Tussen de laatste twee bevindt zich de toegang tot de attractie Serenga Safari. Hier kan een rondrit door de 'savanne' en de 'woestijn' worden gemaakt in een vrachtwagen.
Verder is er een volière met zwartwangagapornissen en harlekijnkwartels en een 'ontspoorde trein' met 'stropershol' die zicht biedt op de kamelen en onagers en op vicuña's en nandoes.
Via aftakkingen van de hoofdroute kan men de dubbele stalen shuttle-achtbaan Tweestryd en een educatiecentrum over natuurbehoud (het Kifaru Ranger Station) bereiken.

### Nortica
Het gebied Nortica staat in het teken van koudere streken, zoals het poolgebied en de taiga. Het gebied kenmerkt zich door veel water, rotsen en naaldbomen. Het entreegebied is vormgegeven als havenstadje. Hier bevindt zich verblijf een (met golfslagbad) voor Californische zeeleeuwen, een verblijf voor gewone zeehonden, een verblijf voor bruine ratten en de Arctic 1, een als expeditievoertuig vormgegeven 4D-simulator, waarin een reis door de poolgebieden gesimuleerd wordt. Tot het voorjaar van 2024 stond hier ook een openluchttheater waar presentaties met zeeleeuwen te zien waren.
Nortica herbergt tevens een 'houtzagerij' met aan beide zijden dierverblijf. Aan de ene kant leven gestreepte stinkdieren, wasberen en regenboogforellen en aan de andere kant bevers, diamantsteuren en ook regenboogforellen. Rondom de houtzagerij bevinden zich verder een verblijf voor Siberische rode eekhoorns en een volière voor sneeuwuilen.
Vlakbij is een als 'onderzoeksstation' vormgegeven gebied waar Humboldtpinguïns en ijsberen zowel boven als onder water bekeken kunnen worden. Hier bevindt zich ook een expositie over walvissen, het Meridianenpad naar Serenga en een Noordzee-aquarium met onder meer gevlekte roggen, hondshaaien, kathaaien en een gevlekte gladde haai.

### Backstage
Van 2019 t/m 2021 konden bezoekers in de wintermaanden (van november tot maart) onder de noemer Wildlands Backstage een route lopen achter de schermen van het park. Hierbij kon men kijken in of bij de stallen van de savannedieren, leeuwen, nijlpaarden en olifanten. Daarnaast waren diverse andere locaties te bezoeken, waaronder de werkplaats van de decorateur, de dieetkeuken, quarantaineruimte, surplusruimte, dierenartsenpraktijk, pluktuin, zonnepark, regenwaterbassins, warmte-krachtcentrale en waterfabriek. Hierbij werd door middel van video's en informatieborden uitleg gegeven over de werkzaamheden en processen die op de betreffende locaties plaatsvinden.

### Horeca en winkels
In het park zijn een aantal horecagelegenheden. De gelegenheden sluiten wat betreft aankleding en assortiment aan op het themagebied waar ze in liggen.
De belangrijkste horecavoorzieningen zijn de drie restaurants; Travellers' Taste aan het Kompasplein, Rimbula Restaurant in Jungola en Momma's Restaurant in Serenga. Deze beschikken over zitplaatsen binnen en buiten.
Daarnaast zijn er enkele zogenaamde 'food & drinks'-locaties, bestaande uit een verkooploket met een al dan niet overdekt buitenterras. Dit zijn Mahada Food & Drinks en Mr. Layos in Jungola, het Prairie Café, Kilima Food & Drinks en Duala Food & Drinks in Serenga, Zembla Food, Drinks & Gifts in Nortica. Binnen in Animazia bevindt zich een vergelijkbare locatie; Animazia Plaza. Bij de ingang van Nortica bevindt zich ijskiosk Majaka.
Verder zijn er enkele kleinere uitgiftepunten en worden op drukke dagen ook mobiele verkooppunten ingezet.
Ook heeft het park meerdere souvenirwinkels. In het entreegebouw bevindt zich de grootste souvenirwinkel van het park; De Expeditie. Daarnaast zijn er Asante Gifts en snoep- en speelgoedwinkel Goudkoorts in Serenga en Toko Tokeh in Rimbula. Zembla Food, Drinks & Gifts omvat naast het horecagedeelte ook een aanbod aan souvenirs. Op drukke dagen staan verspreid door het park ook souvenirkarren opgesteld.

## Dierencollectie
Met het oog op dierenwelzijn heeft men met name gekozen voor het houden van diersoorten met een sociale levensstijl, die leven op relatief grote oppervlakten. Ook voldoende attractiewaarde voor bezoekers is een voorwaarde.
Wildlands is lid van de Europese dierentuinvereniging EAZA en werkt in dat kader mee aan diverse fokprogramma's; de zogenaamde EEP's. Het coördineert de fokprogramma's van de withandgibbon en de bruine landschildpad en neemt deel aan het EEP van diverse andere soorten.
Hieronder wordt een overzicht gegeven van de in het park gehouden diersoorten. Soorten die onderdeel zijn van een EEP zijn gemarkeerd met een *.

### Zoogdieren
Primaten
- Bonte vari *
- Bruinkopslingeraap *
- Dwergoeistiti *
- Gouden leeuwaapje *
- Keizertamarin *
- Mantelbaviaan *
- Peruaans doodshoofdaapje *
- Ringstaartmaki *
- Witgezichtsaki *
- Withandgibbon *
- Zwarte maki

Knaagdieren
- Azara's agoeti *
- Bruine rat
- Europese bever
- Naakte molrat
- Chinese gestreepte boomeekhoorn
- Zwartstaartprairiehond

Evenhoevigen
- Blauwe gnoe
- Impala *
- Javaanse kantjil *
- Kameel
- Nijlpaard *
- Nubische geit
- Penseelzwijn *
- Rothschildgiraffe *
- Vicuña *
- Waterbok
- West-Afrikaanse dwerggeit
- Zeboe

Roofdieren
- Californische zeeleeuw *
- Dwergmangoest *
- Dwergotter *
- Gewone wasbeer *
- Gewone zeehond *
- IJsbeer *
- Leeuw *
- Stokstaartje *
- Zuid-Amerikaanse zeebeer *

Onevenhoevigen
- Dwergezel
- Onager *
- Grantzebra
- Witte neushoorn *

Overige zoogdieren
- Aziatische olifant *
- Kogelgordeldier *
- Konijn
- Moeraswallaby *

### Vogels
- Balispreeuw *
- Blauwwanghoningeter
- Bonte muskaatduif *
- Bruine muisvogel
- Driekleurige glansspreeuw
- Edwards' fazant *
- Fazantduif *
- Groene langstaartglansspreeuw
- Gouden taling
- Hamerkop *

- Harlekijnkwartel
- Humboldtpinguïn *
- Kip
- Koereiger
- Kuifibis
- Lori van de Blauwe Bergen
- Madagaskarwever
- Manenduif *
- Palmtortel
- Nandoe

- Palawanspiegelpauw *
- Prachtvruchtenduif *
- Reuzenbooteend
- Rijstvogel
- Rode ibis
- Roelroel
- Roodkuiftoerako *
- Roodoorbuulbuul
- Schildtoerako *
- Sneeuwkaptapuit

- Sneeuwuil *
- Soembawalijster *
- Victoria kroonduif *
- Witvleugelboseend *
- Witwangtoerako
- Zijdehoen
- Zonneral *

- Zwartwangdwergpapegaai

### Reptielenenamfibieën
Reptielen
- Anolis
- Birmese bergschildpad *
- Breedvoorhoofdkrokodil *
- Driekielstraalschildpad
- Groene zeeschildpad
- Netpython
- Reuzenmadagaskardaggekko
- Rouwgekko
- Smaragdvaraan *
- Sporenschildpad
- Tokeh

Amfibieën
- Aziatische zwartflankkikker
- Driekleurige pijlgifkikker
- Klauwkikker
- Melkkikker
- Regenkikker
- Vliegkikker

### Vissen
- Antennemeerval
- Ayamaru-regenboogvis
- Aziatische zuigkarper
- Bandzeebrasem
- Bot
- Botervis
- Braziliaans zeepaardje
- Bruid van de zee
- Chinese danio
- Citroencichlide
- Clark's anemoonvis
- Clownbotia
- Copadichromis borleyi
- Cynotilapia afra
- Cyrtocara electra
- Diamantsteur
- Diklipharder
- Draadvinsnapper
- Driebandanemoonvis
- Geelbuikcichlide

- Geelvindoktersvis
- Geringde zeenaald
- Gestippelde eenhoornvis
- Gestreepte schuttersvis
- Gevlekte argusvis
- Gevlekte gladde haai
- Gevlekte rog
- Gewone slijmvis
- Gewone wimpelvis
- Gewone zeedonderpad
- Graskarper
- Grote zeenaald
- Goudvis
- Guppy
- Haaivinbarbeel
- Halfsnavelbekje
- Hondshaai
- Indische glasmeerval
- Juweelkardinaalbaars
- Kardinaaltetra

- Kathaai
- Kelber's cichlide
- Kongozalm
- Koningsgramma
- Labidochromis hongi
- Labidochromis sp.
- Langvintilapia
- Otopharynx lithobates
- Picassodoktersvis
- Prachtbarbeel
- Pincetvis
- Pseudotropheus demasoni
- Pseudotropheus elongatus
- Pseudotropheus saulosi
- Puitaal
- Purperkopbarbeel
- Quetzal-cichlide
- Regenboogforel
- Reuzendanio
- Rode keizersvis

- Rode poon
- Rode vlagbaars
- Roodbuikpiranha
- Schol
- Schuttersvis
- Sprot
- Steenbolk
- Steenkruiper
- Stekelrifbaars
- Sulu zeenaald
- Tanganyikacichlide
- Tarbot
- Vuurkeelcichlide
- Vuurneon
- Winde
- Zebracichlide
- Zeegrasvijlvis
- Zoenvis
- Zwarte paradijsvis

### Ongewervelden
- Afrikaanse reuzenmiljoenpoot
- Broccoli-koraal
- Brokkelster
- Deelanemoon
- Diadeemzee-egel
- Gele poliep
- Gelobt lederkoraal
- Gewone heremietkreeft
- Gewone zeester

- Gezaagde steurgarnaal
- Lanszee-egel
- Mexicaanse roodknievogelspin
- Noordzeekreeft
- Paardenanemoon
- Schijfanemoon
- Slaketende slak
- Strandkrab
- Spaghetti-lederkoraal

- Tepelanemoon
- Vlinders (diverse soorten)
- Wasroos
- Wulk
- Zakpijp
- Zwarte grondtak
- Zwarte slangenster

## Educatie, onderzoek en natuurbescherming
Bezoekers van het dierenpark worden onder andere geïnformeerd door middel van informatieborden. In Nortica gebeurt dit met zogenoemde klemborden, in Serenga (met name) door informatieborden en -folders van een (fictief) nationaal park en in Jungola door zogenaamde logboeken van een bioloog. Op diverse plekken verspreid door het park bevinden zich telefoons die bezoekers voorzien van achtergrondinformatie. Daarnaast verzorgen dierenverzorgers educatieve presentaties, rondleidingen en workshops, kunnen kinderen aan de hand van 'ontdekkingstochten' meer over dieren en natuur leren en zijn er diverse educatieve exposities te vinden in het park. Daarnaast werkt men op het gebied van educatie samen met het IVN.
Wildlands heeft het Wildlands Natuur en Educatie Fonds opgericht. Deze stichting heeft als doel het ondersteunen van educatie, onderzoek en natuurbescherming binnen en buiten het park.

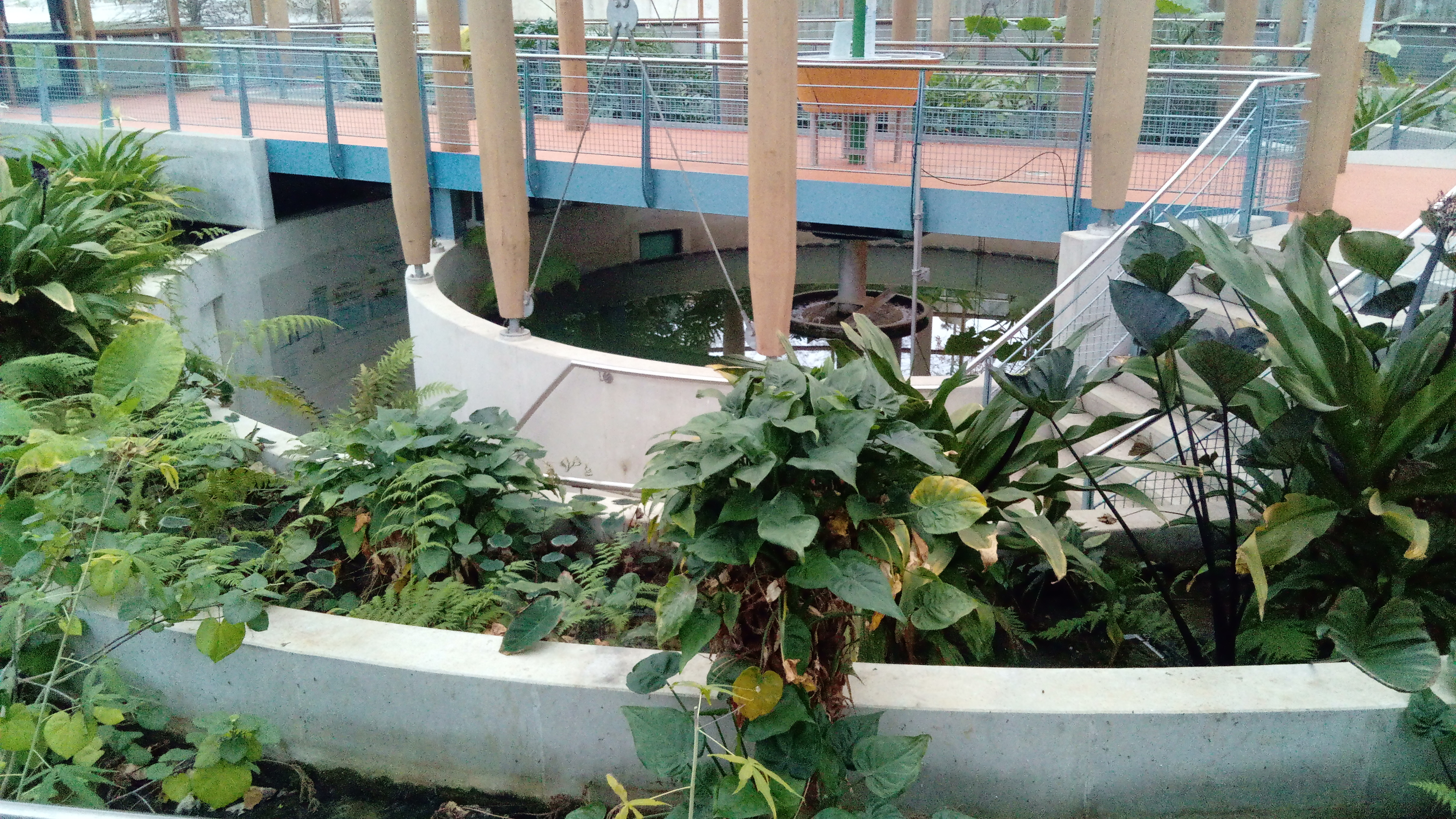
De Living Machine

Diverse duurzaamheidsmaatregelen dragen er aan bij dat Wildlands de hoogst mogelijke status van het Green Key-keurmerk heeft. De exploitatie van het park is naar eigen zeggen CO2-neutraal. Energie, water, grondstoffen en afvalstromen worden grotendeels in het eigen bedrijf (her)gebruikt. Water wordt gezuiverd met behulp van de Waterfabriek (Living Machine), waardoor afvalwater hergebruikt kan worden als bedrijfswater. Het drinkwaterverbruik van het park is daardoor verminderd van 180.000 m3 tot 10.000 m3 per jaar. Achter de schermen heeft het park in totaal 1905 zonnepanelen geplaatst. In 2025 werden ook plannen aangekondigd om 4.500 bomen buiten het park te planten, wat goed is voor de lokale dieren en wat gebruikt kan worden voor onder andere de voeding van de giraffen.

## Galerij

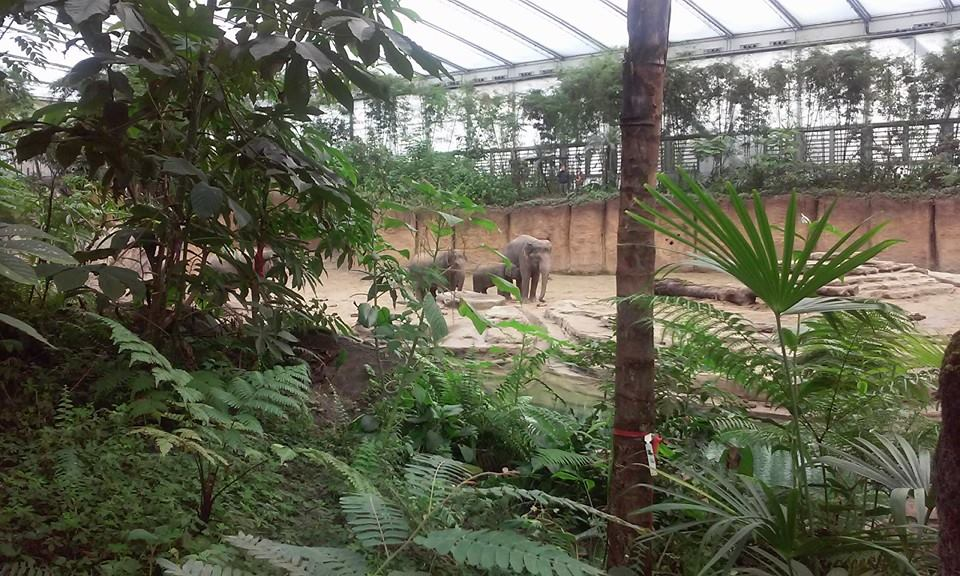
Olifanten in Rimbula
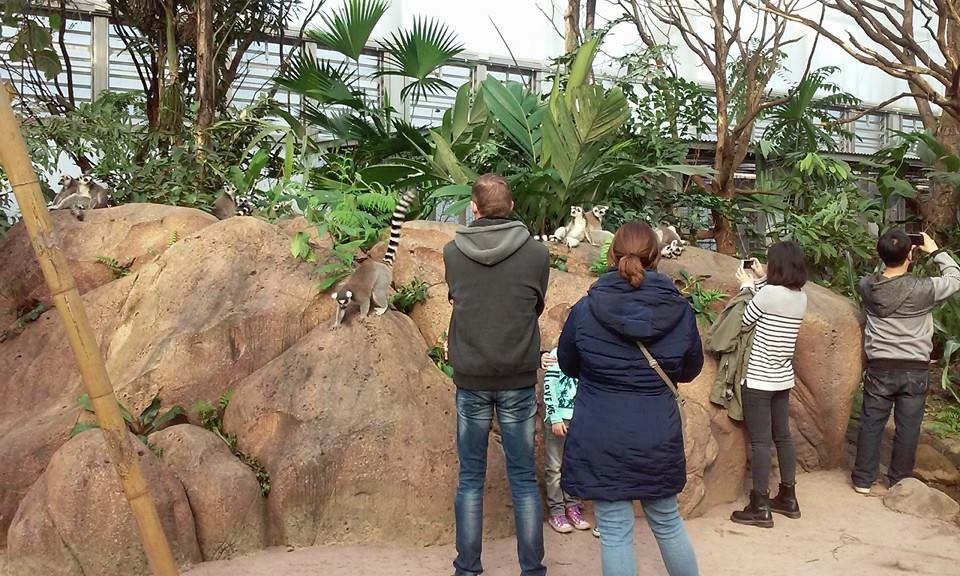
Pas met maki's in Rimbula
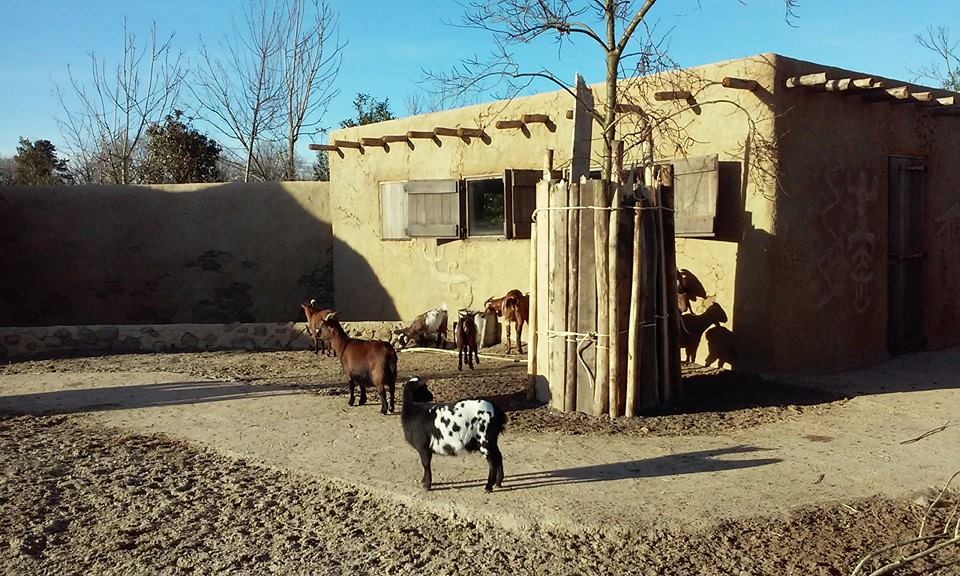
Dogondorp met geiten in Serenga
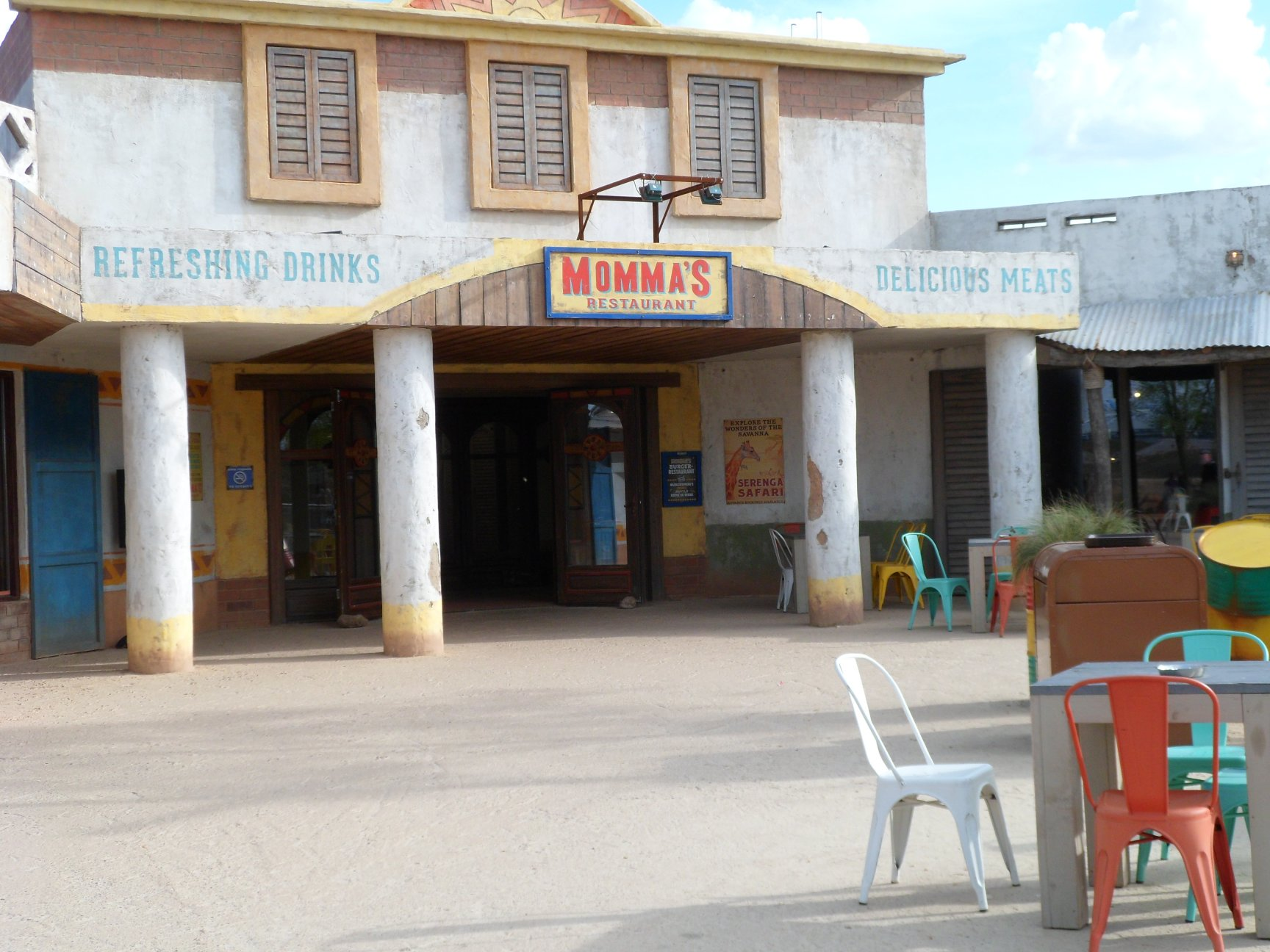
Momma's Restaurant in Serenga
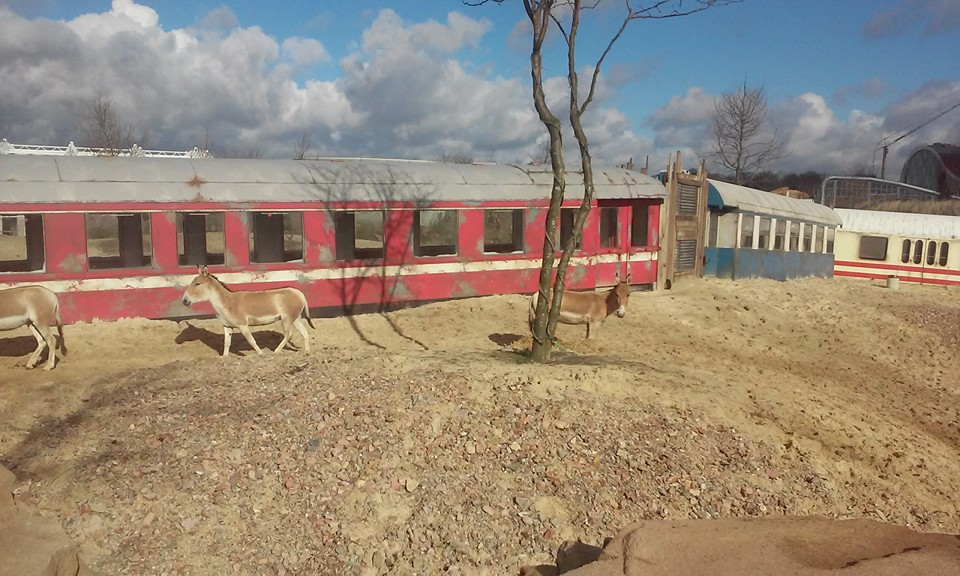
Onagers bij de ontspoorde trein in Serenga